# Stepanți, Kaniv
Stepanți (în ucraineană Степанці) este localitatea de reședință a comunei Stepanți din raionul Kaniv, regiunea Cerkasî, Ucraina.

## Demografie
Componența lingvistică a localității Stepanți
     Ucraineană (96,81%)
     Rusă (3,04%)
     Alte limbi (0,1%)
Conform recensământului din 2001, majoritatea populației localității Stepanți era vorbitoare de ucraineană (96,81%), existând în minoritate și vorbitori de rusă (3,04%).

## Legături externe
- pl Stepańce în Dicționarul geografic al Regatului Poloniei și al altor țări slave, volum XI (Sochaczew — Szlubowska Wola) 1890